# Suzi Quatro
Susan Kay "Suzi" Quatro (Detroit, Míchigan; 3 de junio de 1950) es una cantautora, bajista y actriz británica-estadounidense, la primera bajista mujer que se convirtió en una estrella de rock importante.
En la década de 1970, Quatro tuvo una cadena de éxitos que tuvieron más éxito en Europa y Australia que en su tierra natal. Sin embargo, tras un papel recurrente como la bajista "Leather Tuscadero" en la popular serie estadounidense Happy Days en 1977 y su dúo «Stumblin' In» con Chris Norman, que alcanzó el número 4 en Estados Unidos en 1979,  se hizo famosa para el gran público estadounidense.
Entre 1973 y 1980, Quatro recibió seis premios Bravo Otto. En 2010, fue votada para ser introducida en el Salón de la Fama del Rock de Míchigan. Ha vendido más de 50 millones de discos, y continúa tocando en vivo en todo el mundo. Su más reciente álbum se lanzó en 2011, y sigue presentando nuevos programas de radio.

## Biografía

### Primeros años
Suzy Quatro fue la segunda de cuatro hermanos. Nació y se crio en Grosse Pointe, uno de los barrios de Detroit, Míchigan. Su padre, Arthur Quatro, era de ascendencia italiana, y su madre era húngara. Su padre fundó un grupo llamado Trio Art Quatro, donde Suzi haría su debut a los 8 años. Con una venerable tradición musical de familia, Suzi estudió piano, aunque después se inclinaría por el sonido del rock and roll. Comenzó su carrera con los grupos Pleasure Seekers y Cradle, junto a sus hermanas Patti, Nancy y Arlene. En 1971 se mudó al Reino Unido después de haber sido descubierta por el productor musical Mickie Most, quien ya era conocido por su trabajo con el grupo Sweet.

### Carrera
Su primer sencillo, llamado "Rolling Stone", sólo triunfó en Portugal, en donde llegó al número uno en ventas. El productor musical Mickie Most puso en contacto entonces a Quatro con el equipo creativo de Nicky Chinn y Mike Chapman, y así su segundo sencillo "Can the Can", de 1973, llegó a ser un número uno a nivel europeo y en Australia. A continuación, llegaron tres éxitos adicionales: "48 Crash", "Daytona Demon" y "Devil Gate Drive", todos con RAK Records. Sus primeros dos álbumes también tuvieron éxito en Europa y en Australia.
El éxito sin embargo le era esquivo en su natal Estados Unidos, a pesar de sus giras como telonera de Alice Cooper y, excepto en Australia, su popularidad entró en declive a partir de 1975. Se convirtió por esa época en musa e inspiración de Rick Derringer, quien diseñó su apariencia andrógina como una imitación del estilo de Quatro.
En 1978 logra llegar al top 10 de las listas en Reino Unido y Australia junto a Cristián Choipil "If You Can't Give Me Love", sin lograr resonancia en Estados Unidos, pero al unir fuerzas en 1979 con Chris Norman, de la banda Smokie, con la canción "Stumblin' In", alcanzó el puesto 4 en ese país. Su periodo de gloria fue muy breve, y su último éxito fue "Rock Hard", de 1981.
En 1985, Quatro colaboró con Bronski Beat y con miembros de The Kinks, Eddie & The Hot Rods y Dr. Feelgood en una versión del clásico de David Bowie Heroes, producida por Mark Cunningham y lanzada en 1986 como sencillo del programa de la BBC Children In Need.
Quatro se casó con su guitarrista Len Tuckey en 1976, tuvieron dos hijos (Laura, en 1982, y Richard Leonard, en 1984) y se divorciaron en 1992. Posteriormente, en 1993, se casó con el promotor de conciertos Rainer Haas.
Es conocida en Estados Unidos como Leather Tuscadero, del programa de televisión Happy Days. El productor del programa, Garry Marshall, supuestamente le ofreció el papel simplemente por haber visto su foto en un cartel del cuarto de su hija. Quatro también actuó en 1986 en la producción londinense del musical Annie Get Your Gun.
En 2006, Quatro hizo la voz de Rio en la película Bob el Constructor (Built To Be Wild). En febrero de ese mismo año lanzó un CD llamado Back To The Drive, producido por Andy Scott.
Actualmente vive entre Inglaterra y Alemania y presenta semanalmente un programa en BBC Radio 2. Suzi fue concursante del reality show Trust Me - I'm A Beauty Therapist, del Canal 5 británico en octubre de 2006, y en marzo de 2007 apareció en el programa Podge and Rodge, de la televisión irlandesa.

## Discografía

### Sencillos
- 1973 "Rolling Stone"/"Brain Confusion"
- 1973 "Can the Can"/"Ain't Ya Somethin' Honey" UK #1
- 1973 "48 Crash"/"Little Bitch Blue" UK #3
- 1973 "Daytona Demon"/"Roman Fingers" UK #14
- 1974 "Devil Gate Drive"/"In the Morning" UK #1
- 1974 "The Wild One"/"Shake My Sugar" UK #7
- 1974 "Too Big"/"I Wanna Be Free" UK #14
- 1975 "Your Mama Won't Like Me"/"Peter, Peter" UK #31
- 1975 "I Bit Off More Than I Could Chew"/"Red Hot Rosie"
- 1975 "I May Be Too Young"/"Don't Mess Around"
- 1976 "(Come Up and See Me) Make Me Smile"
- 1977 "Roxy Roller"/"It'll Grow On You"
- 1977 "Tear Me Apart"/"Close Enough To Rock'n'Roll" UK #27
- 1978 "If You Can't Give Me Love"/"Cream Dream" UK #4
- 1979 "She's In Love With You"/"Space Cadets" UK #11
- 1979 "Stumblin' In"/"A Stranger To Paradise" UK #4
- 1979 "The Race Is On"
- 1980 "Mama's Boy"/"Mind Demons" UK #34
- 1980 "I've Never Been In Love"/"Starlight Lady"
- 1980 "Rock Hard"/"State Of Mind"
- 1989 "Baby You're A Star"/"Baby You're A Star (Instrumental)"
- 2019 "No Soul/No Control"

### Álbumes
- 1973 Suzi Quatro (Can the Can en Australia)
- 1974 Quatro
- 1975 Your Mama Won't Like Me
- 1977 Aggro Phobia
- 1978 If You Knew Suzi
- 1979 Suzi...And Other Four Letter Words
- 1980 Rock Hard
- 1982 Main Attraction
- 1986 Annie Get Your Gun – 1986 London Cast
- 1991 Oh Suzi Q
- 1996 What Goes Around
- 1998 Unreleased Emotion
- 1999 Free The Butterfly
- 2006 Back To The Drive
- 2011 In The Spotlight
- 2017 Quatro, Scott & Powell
- 2019 No Control
- 2021 The Devil In Me
- 2023 Face To Face (Con KT Tunstall)